# Ielangach
Le Ielangach (en russe : Елангаш, en altaï : Јылаҥаш) est une rivière du Haut-Altaï en Russie, longue de 56,2 km affluent gauche de la Tchouïa, donc sous-affluent de la Katoun, elle-même un affluent de l'Ob. Son nom en altaï signifie « nu, dépourvu de végétation». La vallée du Ielangach est un lieu privilégié de pâturage pour les éleveurs de yacks.

## Géographie
La rivière prend source à 2715 m d'altitude, dans la Tchouïa du Sud, un chaînon montagneux des Alpes de la Tchouïa. Elle naît au niveau des glaciers du mont Tepseï-Tach, près du col du Ielangach. Ce col mène via un chemin pédestre vers Belyachi à l'ouest. Ces glaciers sont au nombre de 16, alimentant directement la rivière.
Le début du cours d'eau est marqué par des vallées encaissées entre les monts. Cette vallée naît d'un ancien glacier qui a façonné les roches, avant de disparaître. Un lac ovale aux eaux claires se trouve sur son tracé près de la source. Nommé le lac Ielangach, il fait 1300 mètres de long pour 430 mètres de large.
Environ 4,5 km après la source, les eaux des lacs Atakkol et Djakkol se jettent dans la rivière (rive droite), puis 14 km après la source, le Toura alimente la rivière sur sa rive droite. Elle continue ensuite dans la vallée, qui s'élargit peu à peu, passant de 700 mètres de large à 1,5 km.
En quittant la vallée, elle rejoint la steppe de la Tchouïa, et continue dans une direction nord-est en direction d'Ortolyk et de la Tchouïa, où elle finit par se jeter. Sur cette partie, qui est la plus longue, elle s'assèche souvent l'été par manque d'eau, alors qu'au printemps, elle apporte les eaux de la fonte des neiges, devenant l'un des affluents de la Tchouïa les plus importants.

Quelques petits gisements d'or se trouvent dans la vallée, ainsi que d'autres minéraux, impactant les teneurs de la rivière.

## Histoire

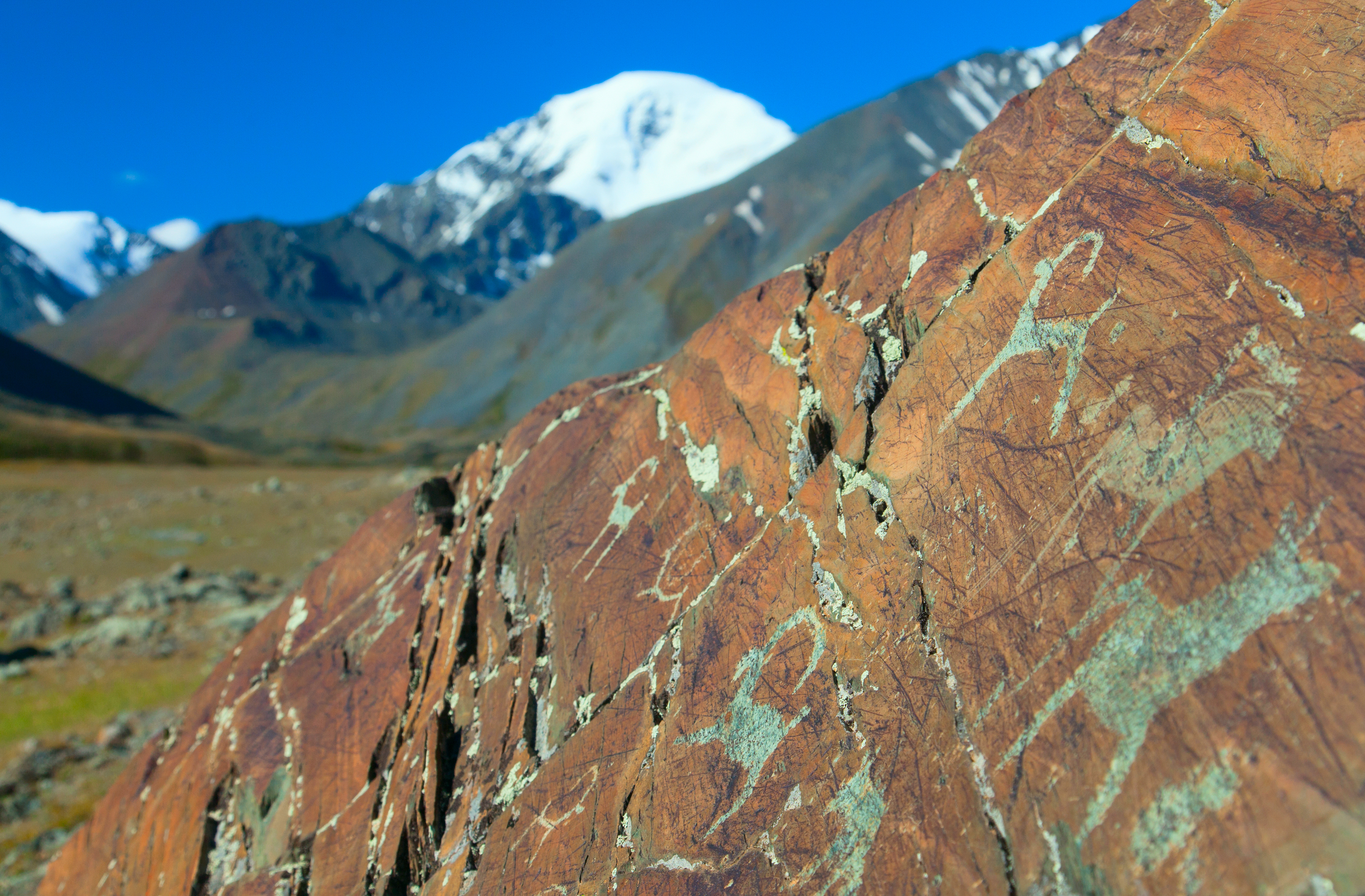
Pétroglyphes de la vallée.

Le Ielangach et sa vallée était emprunté par l'ancienne route de la Tchouïa, reliant l'Europe à l'Asie. Contrairement à l'axe actuel, il passait lui par la vallée, ce qui est aujourd'hui Belyachi, et le plateau de l'Oukok pour rejoindre l'Orient. Des nomades, avec des caravanes, mais aussi des armées, ont emprunté cet axe, et ont laissé de nombreuses traces.
Derrière le col de la chaîne sud de Chuya se trouve la vallée de la rivière Dzhazator et le plateau d'Ukok. C'est ici, dans la vallée d'Elangash, que passait la route la plus commode vers la Mongolie et la Chine. Cette route n'était pas seulement utilisée par les anciens nomades et marchands. Cela s'explique par la particularité du col du Ielangach (2 960 m d'altitude), qui n'est pas recouvert de neige la très grande partie de l'année malgré l'altitude.
Les traces les plus importantes sont les pétroglyphes, avec plus de 30 000 peintures rupestres découvertes dans la vallée, représentant des animaux, des scènes de chasses, des chars, des caravanes et autres.

## Faune et flore
À la fin du XIXe siècle, la vallée de la rivière fut visitée par Vassili Sapojnikov, célèbre botaniste russe. Il a pu caractériser la faune et flore du cours d'eau et de ses rives. En termes de faune, des canards, grues demoiselles, des corbeaux et d'autres oiseaux nichent sur les rives. Plus gros, le yack est iconique de la vallée.
Concernant la flore, elle est typique des paysages alpins dans la partie de la vallée. Des myosotis, rhubarbes sauvages, épines et en altitude des edelweiss poussent le long du cours d'eau. Il y a aussi des asters de Sibérie, des astragales de la Tchouïa (endémiques), des œillets, des potentilles, des saules, des boutons d'or, etc.